# بندی (فرنچایز)
بندی (به انگلیسی: Bendy) یک فرنچایز رسانه‌ای آمریکایی-کانادایی می‌باشد که بر اساس مجموعه بازی‌های ویدیویی مستقل ترسناک ساخته و منتشر شده توسط کایندلی بیست که در فرنچایز به‌عنوان «استودیو جویی درو» شناخته می‌شود، ساخته شده‌است.